# 통과세포외배출
통과세포외배출(transcytosis, 通過細胞外排出) 또는 트랜스시토시스, 세포수송(cytopempsis, 細胞輸送)은 여러 가지 거대분자들이 세포 안을 통과하여 운송되는 막횡단 수송의 일종이다. 거대분자는 세포의 한쪽에서 소포 안으로 들어간 후 다른 쪽으로 방출된다. 통과세포외배출을 통해 이동하는 거대분자에는 IgA, 트랜스페린, 인슐린이 있다.
통과세포외배출이 가장 흔히 관찰되는 곳은 상피세포이며 모세혈관 역시 통과세포외배출이 일어나는 장소로 잘 알려져 있다. 그 외에도 신경세포, 파골세포, 창자의 미세주름세포(M세포)에서도 통과세포외배출이 일어난다.